# Земо-Гарисцкала
Земо-Гарисцкала (груз. ზემო ღარისწყალა) — село в Грузии, на территории Душетского муниципалитета края (мхаре) Мцхета-Мтианети.

## География
Село находится в северо-восточной части Грузии, на правом берегу реки Херхети-Хеви (левый приток Арагви), на расстоянии приблизительно 7 километров (по прямой) к юго-востоку от города Душети, административного центра муниципалитета.

## Население
По результатам официальной переписи населения 2014 года постоянное население в Земо-Гарисцкале отсутствовало.
| Год  | Население, человек |
| ---- | ------------------ |
| 2002 | 1                  |
| 2014 | ↘ 0                |